# Hysch hysch, Charlotte!
Hysch hysch, Charlotte! (engelska: Hush...Hush, Sweet Charlotte) är en amerikansk skräckfilm från 1964 i regi av Robert Aldrich. I huvudrollerna ses Bette Davis, Olivia de Havilland, Joseph Cotten och Mary Astor.

## Handling
Charlotte Hollis lever ett isolerat liv i sitt hus, hemsökt av hemska minnen och hallucinationer. 37 år tidigare hade hennes älskare halshuggits i detta hus. Ingen dömdes för mordet och många av karaktärerna i filmen anser att Charlotte är mördaren.

## Om filmen
Filmen är regisserad av Robert Aldrich och med bland andra Bette Davis, Olivia de Havilland och Joseph Cotten i huvudrollerna. Filmen baseras på en roman av Henry Farell, Whatever Happened to Cousin Charlotte?. Ledmotivet sjungs av Al Martino. Filmen hade svensk premiär 15 mars 1965.
Filmen blev nominerad till 7 Oscars; bland annat var Agnes Moorehead nominerad för bästa kvinnliga biroll. Filmen vann dock ingen Oscar, men belönades med en Golden globe istället, som tilldelades Agnes Moorehead för bästa kvinnliga biroll.
Från början var det meningen att filmen skulle bli en uppföljare till Vad hände med Baby Jane? (1962), filmen skulle ha hetat Whatever Happened to Cousin Charlotte? (på engelska). Rollen som Miriam Deering gick först till Joan Crawford, som inledde inspelningen men var besviken över att hon även i denna film skulle ha en mindre roll än Davis vilket hon hade svårt att tåla. Crawford försökte få Aldrich att göra hennes roll större, men det gick han inte med på eftersom manuset och planeringen var färdiga. Crawford tog då kontakt med sin advokat för att höra sig för om det var juridiskt möjligt att dra sig ur, vilket det inte var. Då blev Crawford plötsligt "sjuk" och fick ersättas av Olivia de Havilland.

## Rollista
- Bette Davis - Charlotte Hollis
- Olivia de Havilland - Miriam Deering
- Joseph Cotten - doktor Drew Bayliss
- Agnes Moorehead - Velma Cruther
- Cecil Kellaway - Harry Willis
- Mary Astor - Jewel Mayhew
- Victor Buono - Big Sam Hollis
- Wesley Addy - sheriff Luke Standish
- William Campbell - Paul Marchand
- Bruce Dern - John Mayhew
- Frank Ferguson - redaktör
- George Kennedy - förmannen
- Percy Helton - begravningsentreprenör
- Carol Delay - Geraldine
- Idell James - Ginny Mae
- Robert Adler - Mr. Howard
- Ellen Corby, Marianne Stewart och Helen Kleeb - skvallertanter
- Lillian Randolph, Geraldine West och Maye Henderson - städerskor